# Ophioglossum azoricum
Ophioglossum azoricum C. Presl 1984 é um pequeno pteridófito pertencente à família das Ophioglossaceae.

## Descrição
Ophioglossum azoricum é um pequeno feto rizomatoso, cujas frondes decíduas estão presentes apenas na primavera e início do verão. Caracteriza-se por possuir a fronde diferenciada em duas porções: (1) uma porção estéril de forma ovalada ou lanceolada e com nervação reticulada; e (2) uma porção fértil, onde se situam os esporângios em duas filas separadas por uma comissura. A lâmina estéril tem um comprimento menor do que três vezes e meia a sua largura e apresenta entre 5 e 21 esporângios por fila.
Os esporângios são esferoidais e deiscentes, abrindo por duas valvas. Os esporos libertadas têm forma esférica ou sub-tetraédrica, com 45 a 60 micrómetros de diâmetro.
A planta tem um curto rizoma vertical, rodeado por uma grande quantidade de pequenos rizomas. Em geral apresenta uma ou duas frondes por planta.
Com um número cromossómico diplóide de 720, aparenta ser um produto da hibridação das espécies Ophioglossum lusitanicum e Ophioglossum vulgatum (ou de uma subespécie desta última).

## Distribuição ehabitat
A espécie está presente na Gronelândia, na Islândia, no oeste e centro da Europa, na Córsega e nos arquipélagos da Macaronésia.
Ocorre em prados bem drenados, geralmente em regiões costeiras, e em zonas abrigadas arenosas, em geral recobertas por espessa manta morta. Comum na parte distal de dunas cinzentas. Por vezes ocupa prados parcialmente inundados.